# Pou de glaç de la Font del Querot
El pou de glaç de la Font del Querot és una obra de Berga inclosa a l'Inventari del Patrimoni Arquitectònic de Catalunya.

## Descripció
És un pou de glaç format per un pou vertical cobert per una cúpula cònica, realitzada amb pedra i morter i coberta per un gruix considerable de terra. A la cúspide de la cúpula hi ha un forat quadrat tapat amb una llosa. Hi ha una obertura lateral de càrrega i descàrrega, situada per sota de la volta. S'hi accedeix per una estreta obertura en forma de passadís amb un xic de pendent, que travessa tot el gruix de la base de la cúpula (3,5 metres aproximadament).

## Història
En documents de 1724 i 1742-1748 es parla de les condicions d'arrendament i venda del pou de glaç: l'arrendament es feia per un any i se saldava en dues pagues; l'arrendatari havia de proveir de neu o glaç la vila de Berga i s'havia de vendre a la menuda. També s'havia de proveir el Santuari de Queralt. Cap a finals del segle xix no devia ser massa rendible i es deixà d'arrendar.